# کاژیمیش وایدا
کاژیمیش وایدا (لهستانی: Kazimierz Wajda؛ ‏ [kaˈʑimjɛʂ]؛ ‏ ۳ دسامبر ۱۹۰۵ – ۸ مهٔ ۱۹۵۵) بازیگر اهل لهستان بود.
از فیلم‌هایی که وی در آن‌ها نقش داشته است، می‌توان به خانه‌به‌دوش اشاره نمود.